# Ermita de Sant Honorat
L'Ermita de Sant Honorat és una petita església situada al vessant meridional al puig de Randa dins el municipi d'Algaida.
La muntanya de Randa, des del segle xiv, va ser habitada per persones en retir espiritual després que fos el lloc de contemplació de Ramon Llull. Entre 1394 i 1397 es portà a terme la primera edificació per acollir els eremites Arnau Desbrull i Miquel Catllar que des de feia anys vivien a la contrada. S'aprofità que ja no hi havia ermitans per a reformar l'edifici entre 1654 i 1661. Des de 1763 la Confraria de Sant Pau i Sant Antoni s'hi establí fins a la darreria del segle xix.
El 1890 se'n va fer càrrec Joaquim Rosselló i Ferrà on hi fundà la Missioners dels Sagrats Cors de Jesús i Maria. L'edifici patí una nova reforma el 1962.
Sant Honorat és el patró d'Algaida i el dia de la festa (16 de gener) ballen els cossiers a la vila.